# Henry Stephenson
Henry Stephenson (Henry Stephenson Garroway) (isla de Granada, Indias Occidentales Británicas; 16 de abril de 1871 - San Francisco, California; 24 de abril de 1956) fue un actor británico. 
A inicios del siglo XX debutó en Broadway con la obra A Message from Mars (1901). Participó en algunas películas del cine mudo y su carrera despuntó con su actuación en el filme Cynara de 1932. Actuó en roles importantes junto a la estrella Errol Flynn, entre ellas:  El capitán Blood (1935), La carga de la Brigada Ligera (1936), El príncipe y el mendigo (1937) y La vida privada de Elizabeth y Essex (1939). Usualmente sus papeles representaban a un acaudalado aristócrata, y mostraban dotes de sabiduría y caballerosidad. Otras producciones de su extensa filmografía comprenden: El reino animal (1932), Doble sacrificio (1932), Mujercitas/Las cuatro hermanitas (1933), The Mystery of Mr. X (1934), Maria Walewska (1937), María Antonieta (1938), Tarzan Finds a Son! (1939), Half Way to Shanghai (1942), Heartbeat (1946), Oliver Twist (1948) y  El desafío de Lassie (1949).